# Leontiniidae
Leontiniidae (лат.) — семейство вымерших млекопитающих из подотряда Toxodontia отряда нотоунгулятов. Обитали в Южной Америке (Аргентина, Бразилия, Перу, Чили, Боливия и Колумбия) с середины эоцена по конец миоцена. Названо Флорентино Амегино в честь своей жены, урожденной Леонтины Пуарье. Голова Leontiniidae тяжелая, загривок мощный. Зубная формула примитивная, {\displaystyle I{\frac {3}{3}}C{\frac {1}{1}}P{\frac {4}{4}}M{\frac {3}{3}}}, зубы с низкими коронками, довольно простого строения, имеют корни и образуют непрерывный ряд с постепенным переходом от одного типа к другому. Клыки небольшие, но первый верхний и третий нижний резцы крупные, похожи на клыки или небольшие бивни.

## Роды
По данным сайта Paleobiology Database, на август 2024 года к семейству относят следующие роды:
- †Anayatherium Shockey, 2005
- †Ancylocoelus Ameghino, 1895
- †Colpodon Burmeister, 1885
- †Coquenia Deraco et al., 2008
- †Elmerriggsia Shockey et al., 2012
- †Gualta Cerdeño and Vera, 2015
- †Henricofilholia Ameghino, 1901
- †Huilatherium Villarroel and Guerrero Diaz, 1985
- †Leontinia Ameghino, 1895
- †Martinmiguelia Bond and López, 1995
- †Purperia Paula Couto, 1982
- †Pyralophodon Ameghino, 1904
- †Rodiotherium
- †Scaphops
- †Scarrittia Simpson, 1934
- †Stenogenium
- †Taubatherium Soria and Alvarenga, 1989
- †Termastherium Wyss et al., 2018